# Gruta da Nascente do Almonda

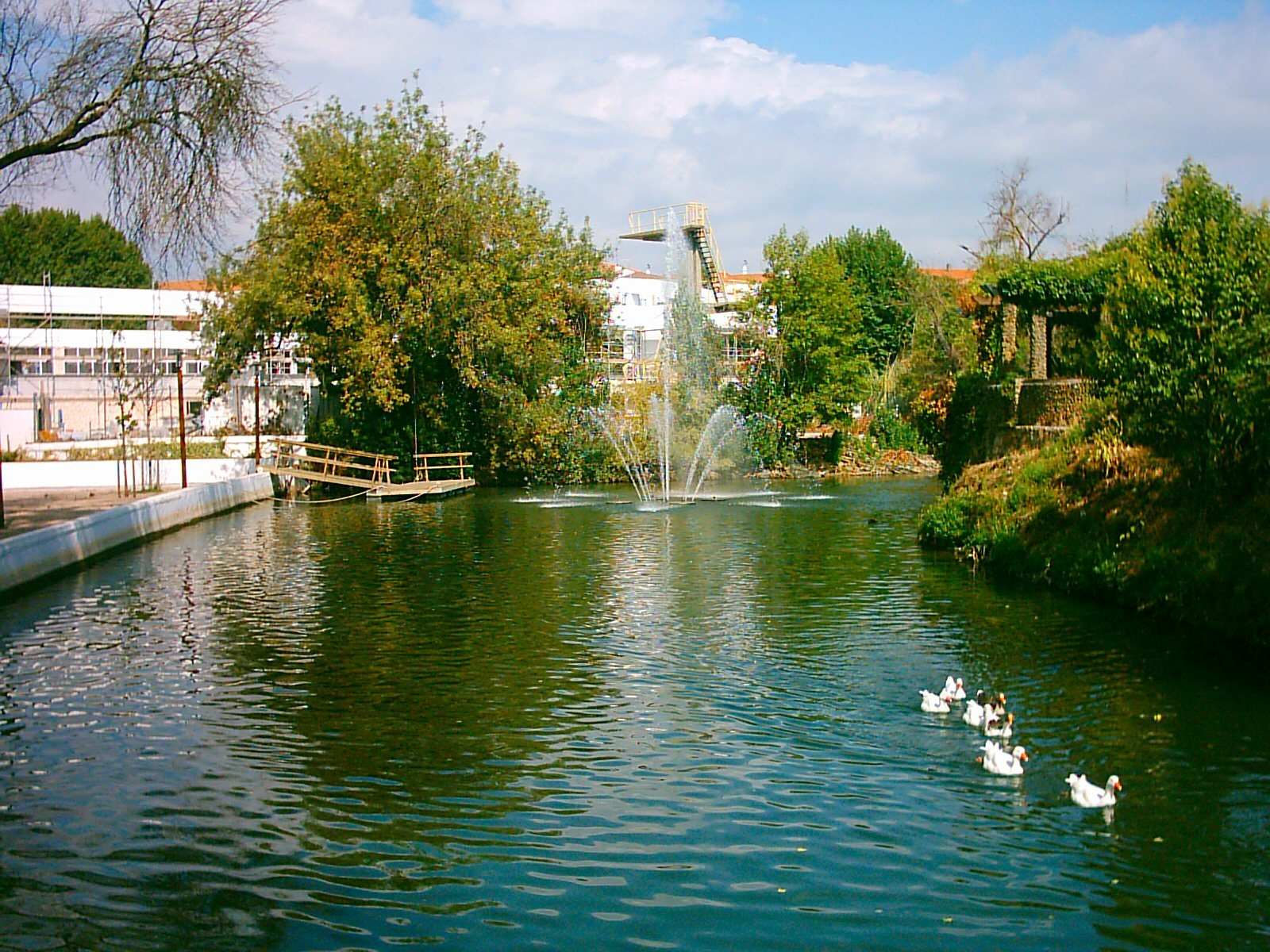
Rio Almonda em Torres Novas

A gruta da nascente do Almonda localiza-se nas freguesias de Zibreira e Pedrógão do município de Torres Novas, em Portugal.
Desenvolve-se ao longo de mais de 15 km, constituindo um verdadeiro santuário da espeleologia nacional já que, no seu conjunto, representa a mais extensa rede cársica actualmente conhecida em Portugal. Compõe-se de várias ribeiras subterrâneas que dão origem à nascente do rio Almonda.
A gruta da nascente do Almonda alberga espécies únicas adaptadas à vida subterrânea, como é o caso do escaravelho cavernícola Trechus lunai.
No que respeita ao património cultural, destaca-se a existência de várias jazidas arqueológicas, que vão desde o Paleolítico Inferior até à época romana.
A gruta foi classificada como Imóvel de Interesse Público em 30 de Novembro de 1993.
Localizado no Vale da Serra, na área do Parque Natural das Serras de Aire e Candeeiros, o Centro de Interpretação é uma estrutura de apoio à gruta do Almonda, que promove programas orientados para o turismo ecológico e cultural. Possui um espaço museológico interpretativo, auditório e alojamento.
Os programas disponíveis incluem a preparação da visita à gruta com introdução à espeleologia, técnicas de progressão e uso de equipamento, e mergulho subterrâneo.